# العلاقات الأفغانية الجنوب إفريقية
العلاقات الأفغانية الجنوب أفريقية هي العلاقات الثنائية التي تجمع بين أفغانستان وجنوب أفريقيا.

## مقارنة بين البلدين
هذه مقارنة عامة ومرجعية للدولتين:
| وجه المقارنة                                              | أفغانستان                    | جنوب أفريقيا |
| --------------------------------------------------------- | ---------------------------- | --- |
| المساحة (كم2)                                             | 652.23 ألف                   | 1.22 مليون |
| عدد السكان (نسمة)                                         | 34.94 مليون                  | 57.73 مليون |
| الكثافة السكانية (ن./كم²)                                 | 53.57                        | 47.32 |
| العاصمة                                                   | كابل                         | بريتوريا، بلومفونتين، كيب تاون |
| اللغة الرسمية                                             | اللغة البشتوية، اللغة الدرية | لغة إنجليزية، اللغة الأفريقانية، اللغة النديبلي الجنوبية، اللغة السوثو الشمالية، اللغة السوتية، لغة سوازي، اللغة التسونجا، اللغة التسوانية، اللغة الفيندية، اللغة الكوسية، اللغة الزولوية |
| العملة                                                    | أفغاني                       | راند جنوب أفريقي |
| الناتج المحلي الإجمالي (بليون دولار)                      | 20.82 مليار                  | 349.42 مليار |
| الناتج المحلي الإجمالي (تعادل القوة الشرائية) بليون دولار | 62.62 مليار                  | 725.91 مليار |
| الناتج المحلي الإجمالي الاسمي للفرد دولار أمريكي          | 594                          | 5.72 ألف |
| الناتج المحلي الإجمالي للفرد دولار أمريكي                 | 1.93 ألف                     | 13.05 ألف |
| مؤشر التنمية البشرية                                      | 0.479                        | 0.666 |
| رمز المكالمات الدولي                                      | +93                          | +27 |
| رمز الإنترنت                                              | .af                          | .za |
| المنطقة الزمنية                                           | ت ع م+04:30                  | ت ع م+02:00، أفريقيا/جوهانسبرغ ‏ |

## منظمات دولية مشتركة
يشترك البلدان في عضوية مجموعة من المنظمات الدولية، منها:
| علم المنظمة | اسم المنظمة                        | تاريخ انضمام أفغانستان | تاريخ انضمام جنوب أفريقيا |
| ----------- | ---------------------------------- | ---------------------- | ------------------------- |
|             | مؤسسة التنمية الدولية              | 2 فبراير 1961          | 12 أكتوبر 1960            |
|             | يونسكو                             | 4 مايو 1948            | 4 نوفمبر 1946             |
|             | وكالة ضمان الاستثمار متعدد الأطراف | 16 يونيو 2003          | 10 مارس 1994              |
|             | الأمم المتحدة                      | 19 نوفمبر 1946         | 7 نوفمبر 1945             |
|             | الاتحاد البريدي العالمي            | ?                      | ?                         |
|             | البنك الدولي للإنشاء والتعمير      | 14 يوليو 1995          | 27 ديسمبر 1945            |
|             | الاتحاد الدولي للاتصالات           | 12 أبريل 1928          | 1910                      |
|             | منظمة حظر الأسلحة الكيميائية       | ?                      | ?                         |
|             | مؤسسة التمويل الدولية              | 23 سبتمبر 1957         | 3 أبريل 1957              |
|             | منظمة الشرطة الجنائية الدولية      | ?                      | ?                         |

## وصلات خارجية
- موقع وزارة الخارجية الأفغانية
- موقع وزارة الخارجية الجنوب أفريقية